# Artistiek Tijdschrift Ambrozijn
Het Artistiek Tijdschrift Ambrozijn is een Belgisch tijdschrift dat werd gesticht in mei 1980 door de Culturele Kring Ambrozijn in Ieper.

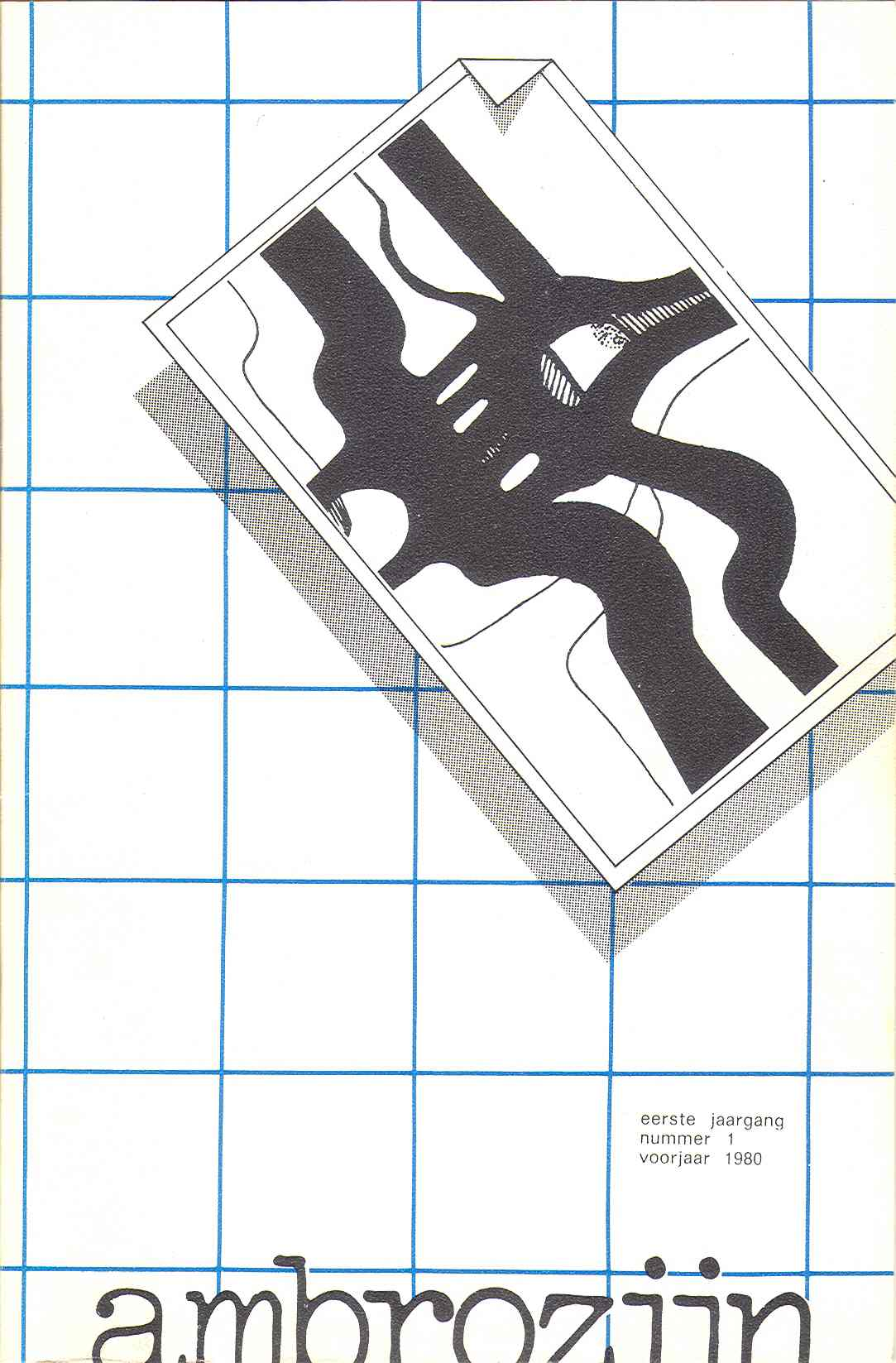
Kaft van het eerste nummer uit 1980

Ambrozijn, in 2021 aan zijn 39ste jaargang, is een algemeen cultureel en artistiek tijdschrift dat alle aspecten van kunst en cultuur aan bod wil laten komen. Het tijdschrift pretendeert een open ingesteldheid te hebben die blijkt uit zijn grote tolerantie voor uiteenlopende ideologische en filosofische strekkingen in de samenleving.

## Geschiedenis
Het Artistiek Tijdschrift Ambrozijn is het geesteskind van Edgard Storme, stichtend voorzitter-beheerder van de Kulturele Kring Ambrozijn vzw.
Ambrozijn groeide uit tot een publicatie met nationale en zelfs internationale uitstraling.
Vanaf 2000 ontstond internationale samenwerking met Brabant Cultureel en Brabant Literair, de culturele en literaire tijdschriften van de Nederlandse provincie Noord-Brabant.
De Nederlandse Stichting Schrijven vermeldt Ambrozijn op de Literaire tijdschriftenkaart van Nederland en Vlaanderen.
Ambrozijn ligt aan de basis van culturele en artistieke activiteiten in Ieper en het Ieperse.
- Muzikale uitvoeringen, zoals de creatie en vertolking van een liedcyclus n.a.v. "25 jaar Artistiek Tijdschrift Ambrozijn" en "15 jaar Internationale Ambrozijnwedstrijden en Ambrozijnjeugdwedstrijden voor Poëzie en Kortverhaal".
- Poëzievoordrachten, onder meer in de conferentiezaal van het Ieperse stadhuis.
- Organisatie van (inter)nationale literaire wedstrijden:
  - de Internationale Millenniumwedstrijd voor Essay 2000 met proclamatie in Ieper op 20 mei 2000,
  - de jaarlijkse Internationale Ambrozijnwedstrijd én Ambrozijnjeugdwedstrijd voor Poëzie en Kortverhaal,
- het organiseren van tentoonstellingen voor (beginnende én internationaal vermaarde) kunstenaars.

Het Artistiek Tijdschrift Ambrozijn is uitgegroeid tot een spreekbuis voor het jonge of beginnende artistieke en culturele talent in Vlaanderen en Nederland.
Verschillende dichters en schrijvers publiceerden in het tijdschrift, zoals onder meer Mark Meekers (pseudoniem van Marcel Rademakers), Thierry Deleu, Gerda De Preter, Dirk Blockeel, Frans Boenders, Willem M. Roggeman, Lucas Vanclooster, Guy van Hoof, Jacob Baert, Bart J.G. Bruijnen (vaste columnist sinds 2015), Marc Bungeneers en Marleentje Nys.
Men vindt er tevens bijdragen in van of interviews met onder meer André Demedts, Lionel Deflo, Karel Jonckheere, Tom Lanoye, Mariette Vanhalewijn, Gery Florizoone.
Naast literatuur besteedt het tijdschrift aandacht aan beeldende kunsten, aan muziek, dans en film.
Het Artistiek Tijdschrift Ambrozijn verschijnt driemaandelijks sinds mei 1980 en verkreeg een aantal officiële erkenningen met betrekking tot letterkunde, taalzorg en cultuurverdienste.
De laureaten van door Ambrozijn uitgeschreven wedstrijden waren onder meer (tot 2017): Peter Mangel Schots, Sylvie Marie, Nina Oeghoede (Bern), Inge Boulonois (NL), Patrick Cornillie, Bavo Dhooge, Thierry Deleu, David Troch, Bram Dehouck, Ruth Lasters, Joris Denoo, John Vermeulen, Mark Meekers, Gerda De Preter, Kathelijn Vervarcke en Patrick Bernauw.

### Naam
De naam is ontleend aan de Griekse mythologie. Ambrozijn was de drank die de goden onsterfelijk maakte. De vereniging is verankerd in het verenigingsleven van Groot-Ieper en de Westhoek. Gesticht in 1979 in Vleteren, werd de zetel in 1985 overgebracht naar Ieper, van waaruit voortaan alle culturele en artistieke initiatieven werden genomen.

## Erkenningen en onderscheidingen
- In 1988 verkregen de Kulturele Kring Ambrozijn vzw én het Artistiek Tijdschrift Ambrozijn van de Provincie West-Vlaanderen de officiële erkenning als initiatiefnemers ter bevordering van de letterkunde en de taalzorg in West-Vlaanderen.[5]
- In 2002 kreeg de Kulturele Kring Ambrozijn vzw de Trofee voor Cultuurverdienste van de Stedelijke Cultuurraad Ieper.[4]
- In 2007 werd het Artistiek Tijdschrift Ambrozijn gelauwerd wegens haar 25ste verjaardag en het 15-jarige bestaan van de literaire wedstrijden. Naar aanleiding van dit jubileum verklaarde Vlaams minister-president Yves Leterme de volgende lovende woorden: "Hoe internationaal de uitstraling ook is, Ambrozijn is en blijft van Ieper en verbonden met het lokale culturele leven."[6]
- In 2009 ontving Edgard Storme, de Prijs Van Wonterghem-De Brabandere vanwege de Koning Boudewijnstichting "voor zijn culturele en maatschappelijke inzet".
- In 2012 organiseerde de bibliotheek in Ieper een expositie naar aanleiding van 30 jaar Artistiek Tijdschrift Ambrozijn en 20 jaar Ambrozijnschrijfwedstrijden.[7][8]
- In 2013 bracht het stadsbestuur van Ieper hulde aan Marleentje Nys, echtgenote van Edgard Storme, voor haar 25 jaar inzet als secretaris van de culturele kring en het tijdschrift Ambrozijn.